# Nu à contre-jour
Vous pouvez aider à l'améliorer ou bien discuter des problèmes sur sa page de discussion.
- Il ne cite pas suffisamment ses sources. Vous pouvez indiquer les passages à sourcer avec {{référence nécessaire}} ou {{Référence souhaitée}}, et inclure les références utiles en les liant aux notes de bas de page. (Marqué depuis avril 2024)
- Certaines informations devraient être mieux reliées aux sources mentionnées dans la bibliographie ou les liens externes. Améliorez sa vérifiabilité en les associant par des références. (Marqué depuis avril 2024)

- Archive Wikiwix
- Bing
- Cairn
- DuckDuckGo
- E. Universalis
- Gallica
- Google
- G. Books
- G. News
- G. Scholar
- Persée
- Qwant
- (zh) Baidu
- (ru) Yandex
- (wd) trouver des œuvres sur Wikidata

Nu à contre-jour est un tableau réalisé vers 1908 par le peintre français Pierre Bonnard. De format vertical, cette huile sur toile représente une femme nue debout dans un intérieur, alors qu'elle s'asperge d'eau de Cologne après sa toilette. La composition la figure de trois-quarts dos, tournée face à un miroir à côté d'une fenêtre dont la lumière la fait apparaître à contre-jour, le modèle étant Marthe, la conjointe de l'artiste. Acquise auprès d'Eugénie Hauman en 1949, l'œuvre est conservée aux musées royaux des Beaux-Arts de Belgique, à Bruxelles, en Belgique.